# NGC 7589
NGC 7589 ist eine Balken-Spiralgalaxie vom Hubble-Typ SBa im Sternbild Fische auf der Ekliptik, die als Seyfert-1-Galaxie klassifiziert wird, ein spezieller Typ sehr heller Galaxien, die zur Gruppe der Aktiven Galaxienkerne (AGN) gezählt werden. Sie ist schätzungsweise 405 Millionen Lichtjahre von der Milchstraße entfernt und hat einen Durchmesser von etwa 130.000 Lichtjahren.
Im selben Himmelsareal befindet sich u. a. die Galaxie NGC 7603.
Das Objekt wurde am 23. Oktober 1864 vom deutschen Astronomen Albert Marth entdeckt.
Die Typ-Ia-Supernova SN 2011hv wurde hier beobachtet.